# Chaetosiphon heterotrichum
Chaetosiphon heterotrichum är en insektsart som beskrevs av Chakrabarti, A.K. Ghosh och D.N. Raychaudhuri 1971. Chaetosiphon heterotrichum ingår i släktet Chaetosiphon och familjen långrörsbladlöss. Inga underarter finns listade i Catalogue of Life.